# Катченко, Захар Петрович
Захар Петрович Катченко (17 сентября 1886, Узловое — 8 марта 1983, Москва) — советский революционный и партийный деятель. Почётный гражданин Астаны.

## Биография
Родился 17 сентября 1886 года в селе Узловое Астаховской волости Акмолинского округа Акмолинской области. По национальности украинец.
Был крестьянином, впоследствии работал горняком. Образование среднее.

### Участие в становлении советской власти
Был революционером, активным участником установления советской власти в Акмолинском уезде. С 1918 года был членом ВКП(б).
В декабре 1917 года стал членом Акмолинского уездного революционного комитета. В начале 1918 года стал уполномоченным Омского исполкома Западно-Сибирского совета крестьянских депутатов, занимался организацией советской власти в Петропавловске и его окрестностях.
С 4 марта по 18 апреля 1918 года был первым председателем президиума Акмолинского уездного совета депутатов, после чего руководил военным отделом совета и комендантом Акмолинска. С марта также занимал пост комиссара внутреннего Акмолинского уезда.

### Арест и тюрьма
В начале лета 1918 года в Акмолинске произошёл белоказачий переворот. В ночь за 3 июня Катченко арестовали и избили, заключив в местную тюрьму, где он находился до января 1919 года, когда был пешком этапирован в Петропавловск. В марте 1919 года Катченко перевезли из Петропавловской тюрьмы через Семипалатинск, Барнаул и Новониколаевск в Омский концлагерь, устроенный режимом Колчака. Здесь, по словам революционера и писателя Сакена Сейфуллина, Катченко заслужил авторитет среди других заключённых:
Самым выносливым среди нас оказался товарищ Катченко. По всем нуждам — за табаком, дровами, за водой и хлебом ходил всегда он, словом, Катченко был нашим старостой. Мужественный украинец.
В 1919 году Катченко бежал из лагеря в Сургут, где присоединился к партизанам. Входил в организационное бюро Сургутского уездного комитета РКП(б).

### Партийная работа
В июле 1920 года стал заведующим инструкторским отделом и членом президиума Акмолинского уездного исполкома. Параллельно входил в редколлегию местной газеты.
В 1921 году вошёл в организиационное бюро Акмолинского уездного комитета РКП(б). В 1921—1922 годах был председателем Акмолинской губернской контрольной комиссии. С 30 октября 1922 по 1923 год возглавлял Акмолинский губернский революционный трибунал. С 8 декабря 1922 по 1924 год (с перерывом) был председателем губернского суда.
В 1924—1926 годах был председателем Петропавловского горисполкома и членом Петропавловского горкома РКП(б).
В 1926 году был переведён в Вологду, где заведовал отделом коммунального хозяйства и колхозным союзом губернии.
В дальнейшем до 1930 года был членом президиума Уральского окружного контрольного комитета, в 1930 году возглавлял Алма-Атинский окружной колхозный союз. С сентября 1930 по 1932 год был председателем Алма-Атинского районного колхозного союза.
В 1932—1933 годах обучался на курсах марксизма при ЦК ВКП(б) в Москве.
В 1932—1934 годах работал секретарём партийной комиссии политотдела Долгинцевского участка Екатерининской железной дороги.
20 августа 1934 года вошёл в состав партийной коллегии КПК при ЦК ВКП(б) по Туркестано-Сибирской железной дороге.
4 июля 1980 года совместным постановлением Целиноградского горкома КП Казахской ССР и исполкома Целиноградского городского Совета народных депутатов был удостоен звания почётного гражданина Целинограда.
Был награждён орденом Ленина.
Умер 8 марта 1983 года в Москве.